# Coupe du monde de voile
La Coupe du monde de voile organisée par l'ISAF est une série de courses à régates créée à partir de la saison 2008-2009 pour mettre en valeur les catégories d'embarcations présentes lors des Jeux olympiques et paralympiques.

## Saisons
Légende
- Gras : régates finales de la saison.
- Vert : régates annulées (en 2020 pour cause de pandémie de Covid-19).

| Saison  | Régates   | Régates   | Régates   | Régates   | Régates   | Régates   | Réf.  |
| Saison  | 1         | 2         | 3         | 4         | 5         | 6         | Réf.  |
| ------- | --------- | --------- | --------- | --------- | --------- | --------- | ----- |
| 2008-09 | Melbourne | Miami     | Palma     | Hyères    | Medemblik | Weymouth  |       |
| 2009-10 | Melbourne | Miami     | Palma     | Hyères    | Medemblik | Weymouth  |       |
| 2010-11 | Melbourne | Miami     | Palma     | Hyères    | Medemblik | Weymouth  |       |
| 2011-12 | Melbourne | Miami     | Palma     | Hyères    | Medemblik | Weymouth  |       |
| 2012-13 | Melbourne | Miami     | Palma     | Hyères    |           |           |       |
| 2013-14 | Qingdao   | Melbourne | Miami     | Palma     | Hyères    |           |       |
| 2014-15 | Qingdao   | Abou Dabi |           |           |           |           |       |
| 2014-15 | Melbourne | Miami     | Hyères    | Weymouth  | Qingdao   | Abou Dabi |       |
| 2016    | Melbourne | Miami     | Hyères    | Weymouth  | Qingdao   | Melbourne |       |
| 2017    | Miami     | Hyères    | Santander |           |           |           |       |
| 2018    | Gamagōri  | Miami     | Hyères    | Marseille |           |           |       |
| 2019    | Enoshima  | Miami     | Gênes     | Marseille |           |           |       |
| 2020    | Enoshima  | Miami     | Gênes     | Enoshima  |           |           |       |
| 2021    | Medemblik |           |           |           |           |           |       |
| 2022    | Palma     | Medemblik |           |           |           |           |       |
| 2023    | Palma     | Hyères    | Almere    | Kiel      |           |           | [ 1 ] |
| 2024    | Palma     | Hyères    | Almere    | Kiel      |           |           | [ 1 ] |